# سیارک ۴۶۸۳
سیارک ۴۶۸۳ (به انگلیسی: 4683 Veratar، نامگذاری:1976GJ1) چهار هزار و ششصد و هشتاد و سومین سیارک کشف شده‌است که در ۱ آوریل ۱۹۷۶ کشف شد.
قدر مطلق سیارک برابر ۱۲٫۰۰ است.